# درو بلدسو
درو بلدسو (بالإنجليزية: Drew Bledsoe)‏ هو لاعب كرة قدم أمريكية أمريكي، ولد في 14 فبراير 1972 في إلينسبورغ في الولايات المتحدة.

## وصلات خارجية
- الموقع الرسمي
- درو بلدسو على موقع إي إس بي إن.كوم (أن.أف.أل)3
- درو بلدسو على موقع مرجع كرة القدم المحترفة.كوم (الإنجليزية)
- درو بلدسو على موقع IMDb (الإنجليزية)
- درو بلدسو على موقع الموسوعة البريطانية (الإنجليزية)
- درو بلدسو على موقع إن إن دي بي (الإنجليزية)
- درو بلدسو على موقع قاعدة بيانات الفيلم (الإنجليزية)